# Risen (Svalbard)
 (octobre 2020).
Risen est une petite île norvégienne située à environ 1400 mètres au nord de l'île de Klovningen dans l'archipel des Nordvestøyane, au nord de la Terre Albert I, au nord-ouest du Spitzberg sur le Svalbard . Le nom de Risen (le troll) est une traduction du néerlandais De Reus (le géant), qui est ironique car le Risen est beaucoup moins grand que Klovningen. Risen mesure environ 300 mètres de long et le point le plus élevé est de 30 mètres au-dessus du niveau de la mer. A environ 3,9 km au nord-ouest de Risen se trouve Kobbskjera.deux rochers entourés de hauts fonds.